# فهرست کاروانسراها
کاروانسراها مهمانسراهای کنار جاده‌ای بودند که کاروان‌ها و مسافران در آنجا استراحت می‌کردند. صدها مورد از این سازه ‌ها در طول قرن‌های گذشته ساخته شده است. فهرست زیر یک لیست جزئی است:

## آذربایجان
فهرست کاروانسراهای آذربایجان

## ارمنستان
فهرست کاروانسراهای ارمنستان

## ایران
فهرست کاروانسراهای ایران